# 名古屋市稲武野外教育センター
座標: 北緯35度11分52.8秒 東経137度33分40.5秒 / 北緯35.198000度 東経137.561250度

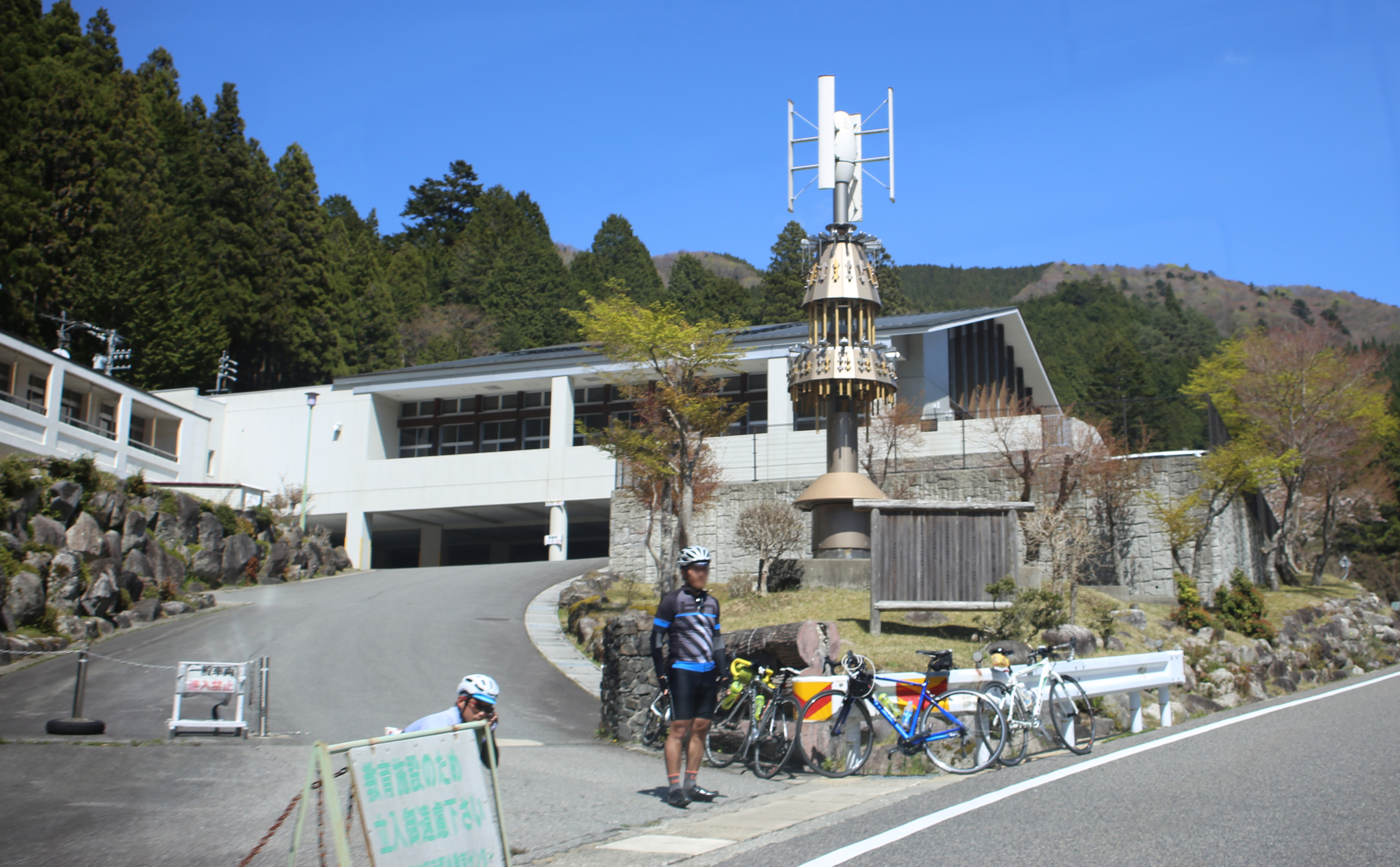
名古屋市稲武野外教育センター（2017年5月）

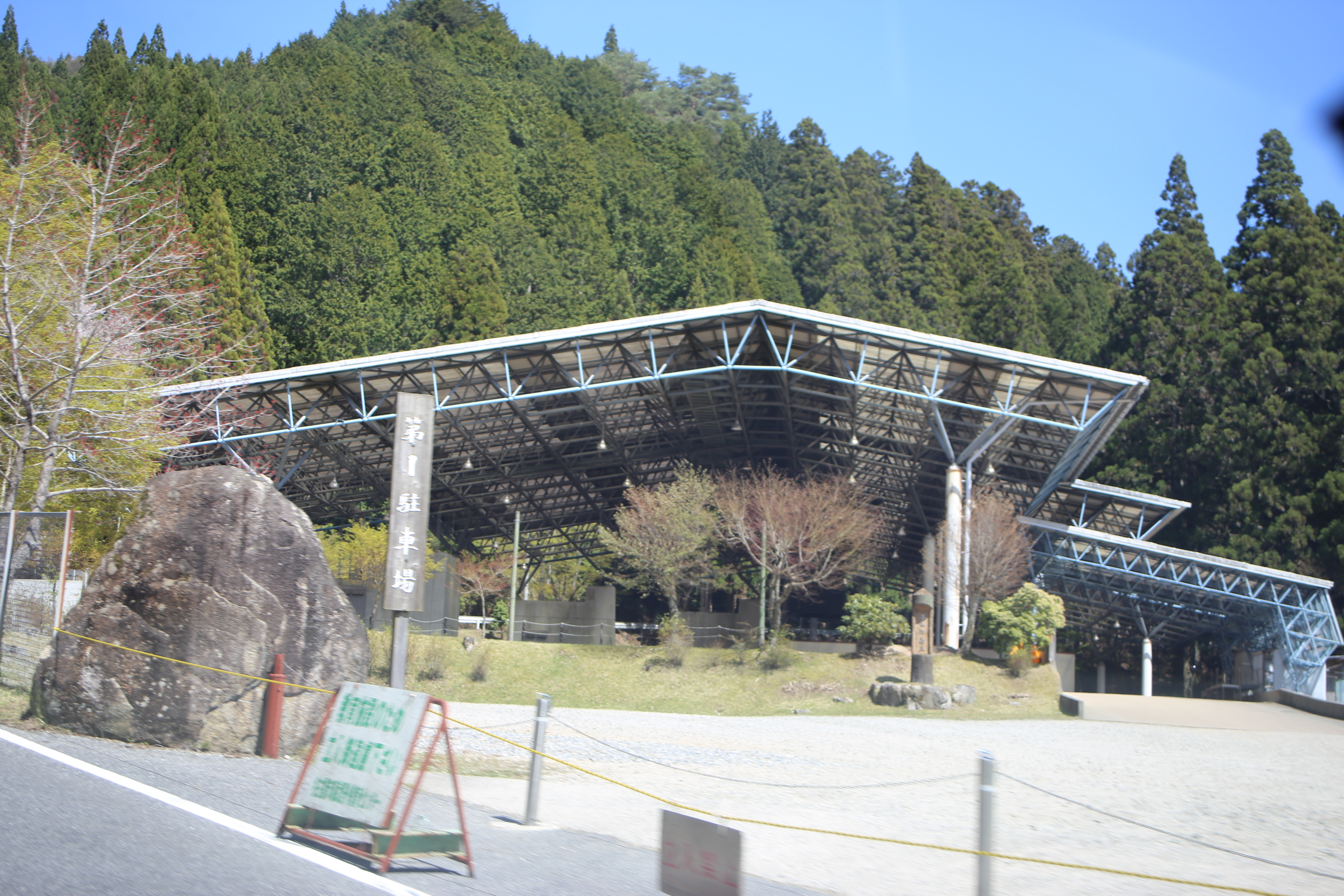
多目的ホール（2017年5月）

名古屋市稲武野外教育センター（なごやしいなぶやがいきょういくセンター）は、愛知県豊田市稲武町井山に所在する名古屋市の教育施設。

## 概要
1966年（昭和41年）9月、中学生を対象とした野外教育施設として開設された。この施設においては、名古屋市の中学2年生を対象とした自然理解・協働・自立および自律・人間性を学ぶ様々な活動を行っている。1967年（昭和42年）より名古屋市の全中学校が利用している。2015年（平成27年）度の使用実績は、引率者を含め、年間約1万8千人となっている。

## 沿革
- 1966年（昭和41年）10月4日 - 完成[5]。同時に第1本館が開館[3]。総工費1億3千万円[5]。
- 1975年（昭和50年） - 第2本館が開館[3]。
- 1981年（昭和56年） - 第3本館が開館[3]。
- 2020年（令和2年）度 - 新型コロナウイルス感染症の流行により、この年度の受け入れを中止[6]。
- 2021年（令和3年）度 - 新型コロナウイルス感染症の流行により、去年に引き続きこの年度の受け入れを中止

## 主な施設
- 施設総面積 - 約315万平方メートル[4]
- 第1本館 - 延面積2950.70平方メートル・収容人数200人[4]
- 第2本館 - 延面積1553.69平方メートル・収容人数200人[4]
- 第3本館 - 延面積1376.37平方メートル・収容人数200人[4]
- 多目的ホール - 1722.77平方メートル[4]

## 所在地
- 愛知県豊田市稲武町井山1番地の19[4]